# Хащуватська сільська рада
| Хащуватська сільська рада — колишній орган місцевого самоврядування у Гайворонському районі Кіровоградської області з адміністративним центром у с. Хащувате. Сільській раді підпорядковані населені пункти: - с. Хащувате - с. Прогрес |

## Склад ради
Рада складається з 20 депутатів та голови.

### Керівний склад ради
| ПІБ                            | Основні відомості                                                 | Дата обрання | Дата звільнення |
| ------------------------------ | ----------------------------------------------------------------- | ------------ | --------------- |
| Кузнєцов Володимир Миколайович | Сільський голова, 1963 року народження, освіта, безпартійний      | 26.03.2006   | 31.10.2010      |
| Кузнєцов Володимир Миколайович | Сільський голова, 1963 року народження, освіта вища, безпартійний | 31.10.2010   |                 |

Примітка: таблиця складена за даними джерела

## Населення
Згідно з переписом УРСР 1989 року чисельність наявного населення сільської ради становила 2563 особи, з яких 1172 чоловіки та 1391 жінка.
За переписом населення України 2001 року в сільській раді мешкало 2308 осіб.

### Мова
Розподіл населення за рідною мовою за даними перепису 2001 року:
| Мова       | Відсоток |
| ---------- | -------- |
| українська | 97,72 %  |
| російська  | 2,11 %   |
| молдовська | 0,09 %   |
| білоруська | 0,04 %   |
| болгарська | 0,04 %   |